# David Tišer
David Tišer (* 2. prosince 1984 Plzeň) je český romský aktivista, umělec a obhájce romských a LGBTQ+ práv. Občanskému aktivismu se věnuje od svých středoškolských let.
Založil organizaci ARA ART, jejímž prostřednictvím kombinuje umění s aktivismem. Organizace se věnuje pořádání kulturních a vzdělávacích akcí, divadelních představení a konferencí, týkajících se romské LGBTQ+ komunity.

## Profesionální kariéra
David Tišer začal svou kariéru jako režisér dokumentárních reportáží v České televizi, kde se věnoval tvorbě pořadu Kosmopolis. Dokumentární film Roma Boys – Příběh lásky (2009), který napsal, mapuje životy LGBTQ+ Romů a představuje jejich zkušenosti ve světě, kde jsou často marginalizováni.
David Tišer je herec a dramatik. V roce 2011 napsal a režíroval hru Guľi daj, reagující na protiromské demonstrace. Mezi jeho další divadelní počiny patřila autorská inscenace Gádžové jdou do nebe a role Jeana Valjeana v adaptaci Bídníků v Divadle Husa na provázku, kde ztvárnil hlavní postavu. V Národním divadle účinkoval v inscenaci Můj soused, můj nepřítel, za kterou byl nominován na Cenu Alfréda Radoka v kategorii Talent roku.

## Aktivismus
David Tišer se dlouhodobě věnuje vzdělávání a přednáškám na téma sociokulturních specifik Romů a vícečetné diskriminace, kterým romská LGBTQ+ komunita opakovaně čelila.
V roce 2015 založil Evropskou romskou LGBTQ+ platformu, která spojila jednotlivé iniciativy a aktivisty v Evropě.

## Ocenění
David Tišer získal řadu ocenění v oblasti lidských práv a aktivismu. Vedle nominace na Cenu Alfréda Radoka v roce 2011 obdržel v roce 2018 Cenu Muzea romské kultury za propagaci romské kultury a v roce 2019 Cenu Františka Kriegla za statečnost od Nadace Charty 77. Na festivalu  Prague Pride 2019 byl oceněn titulem Maršál za svou práci pro LGBTQ+ komunitu. Obdržel také titul Laskavec roku 2022 Nadací Lilie & Karla Janečkových. Stal se prvním romským Ashoka Fellow v České republice, jako uznání jeho práce v oblasti romského aktivismu a umění.

## Režijní a herecké projekty
Jeho režijní počiny zahrnují:
1. Roma Boys – Příběh lásky (2009) – Polohraný dokumentární film, který se věnuje příběhům LGBTQ+ Romů v české společnosti. Film upozorňuje na témata, jako je vícečetná diskriminace, s níž se tato komunita setkává, a hledání identity a přijetí.
2. Můj soused, můj nepřítel (2011) Národní divadlo – Hra, která se zaměřuje na vztahy mezi různými etnickými skupinami a vyzdvihuje témata tolerance a porozumění.
3. Guľi daj (2011) Divadlo ARA ART – Divadelní hra, kterou Tišer napsal a režíroval v reakci na protiromské demonstrace. Hra zachycuje pohled Romů na tyto události a odráží realitu a problémy, s nimiž se romská komunita setkává.
4. Čirikloro aneb co říká ptáček (2016) Divadlo ARA ART – Romská hudební pohádka, kterou Tišer režíroval na základě textů romské etnografky Mileny Hübschmannové. Inscenace propojuje hudbu a kulturu s tradičním romským vyprávěním.
5. A zase jsme spali pindral… (2017) Divadlo ARA ART – Divadelní hra zaměřená na historii Romů, včetně tématu romského holokaustu. David Tišer v této inscenaci odráží tíživé kapitoly romské historie a zároveň připomíná jejich sílu a odolnost.
6. Gádžové jdou do nebe  (2020) Divadlo Husa na provázku – Inscenace vznikla ve spolupráci s Divadlem Husa na provázku. Hra je kritickým pohledem na vztahy mezi Romy a většinovou společností a zkoumá problémy integrace a diskriminace.